# Spilosoma atromaculata
Spilosoma atromaculata är en fjärilsart som beskrevs av Fuchs 1901. Spilosoma atromaculata ingår i släktet Spilosoma och familjen björnspinnare. Inga underarter finns listade i Catalogue of Life.